# ロケットりょう太
ロケット りょう太（ロケット りょうた、1978年7月21日 - ）は、日本の俳優、シンガーソングライターである。

## 経歴
香川県高松市出身。上京後、自ら精力的に売り込みデビューした。
デビューは、舞台作品『おろち』で、神戸連続殺人事件の犯人役。凶悪犯の隠された優しい素顔を演じる難しい役どころを演じる。コメディーミュージカルだった同作をきっかけにコメディー俳優路線となり、1998年、NHK教育テレビの教育番組『このまちだいすき』でテレビ主役デビューを果たす。ここで演じたアチコチ君のキャラクターが人気となり、学園祭出演やライブツアーと音楽活動の場が増えはじめる。その後番組のゲスト出演を最後に俳優業の充実を図り、ロケットりょう太名義での活動に終止符をうち、本名の三谷亮太名義で活動するも2002年に活動休止。
本名に改名以降しばらくは、ロケットりょう太名義で活動しなかった。
2011年より活動を再開。この際、芸名を元のロケットりょう太に戻す。『東日本大震災0チャリティーライブ〜生きていてよかったと思える未来のために〜』プロジェクトを開始し、自身も11年ぶりにステージに立った。以降もプロジェクトを続けている。

## 人物・エピソード
- 本名に改名するきっかけは、大河ドラマに悲劇的な役で出演するためだった。
- 音楽活動では作詞作曲を手がける他、ライブではギター、ピアノの弾き語りを主にアンコールで演奏する。
- TVガイドのインタビューで、俳優、歌手、バラエティーとマルチな活動を行っていることに触れ、何がメインの活動かを聞かれ、「エンターテイナーだ」と答えている。
- 監督からの指名により本来なかった役どころとして端役で出演することがある。

## 活動概要

### テレビ
- このまちだいすき （1998年4月 - 1999年3月、NHK)- アチコチ役
- まちへとびだそう （1999年4月、NHK）

### CM
- リファイン高松
- 岩城食品

### 舞台
- おろち
- 恐怖の大王

### 音楽アルバム
- すぐ来るミラクル